# Trichomeloe chrysocomus
Trichomeloe chrysocomus là một loài bọ cánh cứng trong họ Meloidae. Loài này được Miller miêu tả khoa học năm 1861.